# Tentacruel
Tentacruel is een kwalachtig fictief wezen uit de Pokémonwereld. Hij heeft 80 tentakels, die hij vrij kan bewegen en waarmee hij zijn prooi kan vangen. Vervolgens vergiftigt hij zijn prooi. Ook kan hij met zijn tentakels water opnemen. Door de rode bollen op zijn hoofd, waarschuwt hij de anderen als er gevaar dreigt. Tentacruel leven in groepen op de bodem van de oceaan en zijn in staat om grote golven rondom zich op te wekken. Tentacruel is gemiddeld 1 meter 60 groot en weegt 55 kilogram.

## Marina's Tentacruel
Marina is een personage uit de tekenfilmreeks, verschenen in de aflevering Bye, Bye Psyduck. Ze woont op de Orange Islands en is net als Misty verzot op water Pokémon.
Marina's Tentacruel verscheen voor het eerst naast haar toen ze aan het vissen was in een bootje en gaf Misty's Psyduck terug met zijn tentakel toen deze in het water gevallen was. Hij werd gebruikt in een gevecht tegen Misty en haar Goldeen. Hij verscheen later wanneer hij samen met Marina's Psyduck gestolen werd door Team Rocket, maar werd later gered door Golduck.
Tentacruel's bekende aanvallen zijn Wrap (wikkel) en Poison Sting (gifangel).